# Янтарный телескоп
Янтарный телескоп (англ. The Amber Spyglass, 2000) — роман Филипа Пулмана, третья часть фантастической трилогии «Тёмные начала».

## Сюжет
События третьего романа трилогии продолжают события второго. Миссис Колтер похитила свою дочь Лиру и держит её, околдованную, в горной пещере. Тем временем лорд Азриэл собирает свою армию. Он хочет начать войну против Церкви и против самого Властителя — первого ангела, который после создания мира объявил себя богом-творцом. Для победы лорду Азриэлу нужны Уилл, носитель чудесного ножа, и Лира Белаква, которая должна стать новой Евой. Узнав о роли Лиры, служители Церкви посылают к ней священника-убийцу. На помощь к девочке приходят Уилл Парри, Йорек Бирниссон, Мэри Малоун и другие её друзья.
Лира и Уилл вместе переживают много приключений, в том числе посещают мир мёртвых, а также им предстоит полюбить друг друга, но в финале им приходится расстаться.
Интересно, что в финале книги Мариса Колтер и Лорд Азриэл погибают, борясь с регентом Властителя Метатроном. Родители Лиры погибнут, упав в пропасть.
Позднее, когда Лира вернется в Оксфорд, она часто будет вспоминать об Уилле.

## Основные персонажи

### Персонажи, перешедшие из первой и второй книг
Подробнее см. в статьях о «Северном сиянии» и «Чудесном ноже».
- Лира Белаква, или Лира Сирин
- Пантелеймон
- Уилл Парри
- Лорд Азриэл
- Миссис Колтер или Мариса Колтер
- Серафина Пеккала
- Йорек Бирнисон
- Мэри Малоун
- Джон Парри, он же Станислаус Грумман
- Роджер

### Новые персонажи
- Ама — девочка, живущая в Гималаях
- Бальтамос — ангел низшего чина, сторонник лорда Азриэла, любовь Баруха
- Барух — ангел низшего чина, сторонник лорда Азриэла, любовь Бальтамоса
- Кавалер Тиалис, дама Салмакия — галливспайны, искусные шпионы лорда Рока
- Лорд Рок — предводитель галливспайнов, бывших на стороне лорда Азриэла, после его смерти предводительницей стала мадам Оксантьель
- Король Огунве — предводитель африканцев, сторонник лорда Азриэла
- Кирджава — деймон Уилла
- Аталь — одна из мулефа, проживающая в мире, куда попала Мэри, её подруга.
- Ксафания — ангел высшего чина, сторонница Азриэла.